# G.C. Spencer
Galen Carter Spencer, detto G.C. (New York, 19 settembre 1840 – Greenwich, 19 ottobre 1904), è stato un arciere statunitense.
Partecipò alle gare di tiro con l'arco ai Giochi olimpici di Saint Louis 1904, dove vinse una medaglia d'oro nella gara a squadre. Sempre in quella Olimpiade, disputò la gara individuale di doppio americano dove arrivò tredicesimo.

## Palmarès
In carriera ha conseguito i seguenti risultati:
- Giochi olimpici

St. Louis 1904: una medaglia d'oro nella gara a squadre.